# Dolina Chananja
Dolina Chananja (hebr. בקעת חנניה, Bik'at Chananja) – dolina położona na granicy Górnej Galilei i Dolnej Galilei w północnym Izraelu.

## Geografia
Dolina Chananja jest położona na północnej krawędzi Dolnej Galilei. Wyznacza ona granicę między Dolną a Górną Galileą. Dolina jest przedłużeniem Doliny Bet ha-Kerem w kierunku wschodnim. Ma wydłużony kształt, zorientowany z zachodu na południowy wschód. Jej długość wynosi około 6 km, a szerokość dochodzi w najszerszym miejscu do 4 km. Dolina jest otoczona od północy i południa przez wzgórza. W kierunku zachodnim przechodzi w Dolinę Bet ha-Kerem, a po stronie wschodniej opada w depresję Rowu Jordanu na północ od jeziora Tyberiadzkiego. Po stronie północnej wznosi się masyw góry Meron (1208 m n.p.m.). Po stronie południowej są góry Har Chazon (560 m n.p.m.) i Har Levanim (400 m n.p.m.). Granicę zachodnią wyznacza góra Kamon (598 m n.p.m.).
W dolinie znajduje się miejscowość Rama, kibuce Moran i Inbar, oraz wieś Kefar Chananja (należące do Samorządu Regionu Merom ha-Galil). Administracyjnie dolina jest położona w Poddystrykcie Akki, w Dystrykcie Północnym. 

## Środowisko naturalne
Dno doliny jest stosunkowo płaskie, urozmaicone kilkoma pagórkami. Teren opada w kierunku południowo-wschodnim, i należy do zlewni rzeki Jordan. Ze zboczy góry Meron spływają do doliny strumienie HaAri, Szeva i Calmon. Łączą się one w jeden strumień Calmon, który odpływa głębokim wadi na południe. W kierunku wschodnim spływają strumienie Parod, Chananja i Livnim. Dno doliny jest wykorzystywane do celów rolniczych.

## Transport
Przez środek doliny przebiega droga ekspresowa nr 85, którą biegnąc na zachód dociera do położonego na równinie przybrzeżnej miasta Akka, a na wschód do Rowu Jordanu i skrzyżowania z drogą nr 90. W kierunku południowym z doliny wychodzą drogi nr 804 i 806, a w kierunku północnym drogi nr 864 i 866.